# Семмі Лі (футболіст)
Семмі Лі (англ. Sammy Lee, нар. 7 лютого 1959, Ліверпуль) — англійський футболіст, що грав на позиції півзахисника. По завершенні ігрової кар'єри — тренер.
Найбільших результатів досягнув виступаючи за «Ліверпуль» у період їх найбільшого розквіту у 1980-ті роки і виграв низку національних та міжнародних трофеїв, а також грав за національну збірну Англії.

## Клубна кар'єра
Народився 7 лютого 1959 року в місті Ліверпуль. Вихованець футбольної школи клубу «Ліверпуль». Дорослу футбольну кар'єру розпочав 8 квітня 1978 року в основній команді того ж клубу. Незважаючи на те, що Семмі зумів відзначитися за клуб забитим м'ячем вже в своєму дебютному матчі, вразивши ворота «Лестер Сіті», в наступні півтора сезони він майже не мав ігрової практики.
Тільки на початку сезону 1980/81 років він нарешті зумів заявити про себе на повний голос, посадивши на лаву запасних Джиммі Кейса (в результаті Кейсу вже наступного літа довелось покинути клуб). В чемпіонаті того сезону «червоні» стали лише п'ятими, на відміну від двох поспіль перемог у попередніх сезонах. Натомість у турнірах на вибування змогли досягти значних успіхів — Кубок ліги команда виграла лише в матчі-переграванні, здолавши непоступливий «Вест Гем Юнайтед», який тоді представляв Другий дивізіон, а потім у Парижі на «Парк де Пренс» «Ліверпулю» підкорився куди більш серйозний суперник — у фіналі Кубка чемпіонів «червоні» обіграли мадридський «Реал», ставши триразовим володарями трофея. В обох тріумфах Семмі взяв безпосередню участь.
У наступні три роки відрізнявся стабільно високою якістю гри і додав до числа своїх трофеїв ще низку кубкових нагород, включаючи й перемогу ще в одному фіналі Кубка європейських чемпіонів 1984 року, а також три рази поспіль виграв чемпіонат Англії. Однак у сезоні 1984/85 року Семмі раптом втратив форму і в другій половині сезону виходив на поле лише час від часу. У наступному році він так само не міг закріпитися в основі, постійно випадаючи зі складу.
Влітку 1986 року він перейшов у «Квінз Парк Рейнджерс». У лондонському клубі він провів лише рік, а потім на два сезони поїхав в Іспанію, де грав за «Осасуну». Після повернення до Англії він виступав за «Саутгемптон».
Завершив професійну ігрову кар'єру у клубі «Болтон Вондерерз», за який виступав протягом 1990—1991 років у Третьому дивізіоні.

## Виступи за збірні
Протягом 1981—1983 років залучався до складу молодіжної збірної Англії, з якою виграв молодіжний чемпіонат Європи 1982 року. Всього на молодіжному рівні зіграв у 6 офіційних матчах.
17 листопада 1982 року дебютував в офіційних матчах у складі національної збірної Англії в грі відбору на чемпіонат світу 1984 року проти Греції (3:0), в якому відразу відзначився голом. Згодом майже через рік, 12 жовтня 1983 року, забив свій другий гол за збірну в рамках цього ж турніру в грі проти Угорщини (3:0), втім команда зайняла лише друге місце у групі і не пробилась на Євро-1984.
У 1984 році зіграв у двох матчах на останньому розіграші Домашнього чемпіонату Великої Британії і того ж року перестав залучатись до матчів збірної. Всього протягом кар'єри у національній команді, яка тривала 2 роки, провів у формі національної команди 14 матчів, забивши 2 голи.

## Кар'єра тренера
У 1993 році Семмі на запрошення головного тренера «Ліверпуля» Грема Сунеса, який був капітаном «червоних», коли Лі грав за клуб, очолив його резервну команду, якою до нього керував Філ Томпсон. У 1998 році, після приходу на пост головного тренера Жерара Ульє, він почав працювати в його штабі з першою командою.
У 2001 році паралельно з роботою у «Ліверпулі» увійшов у тренерський штаб Свена-Йорана Ерікссона в збірній Англії, а влітку 2004 році Семмі остаточно пішов з «Ліверпуля», аби зосередитися на роботі у штабі збірної Англії. Втім вже рік по тому повернувся в клубний футбол, ставши помічником Сема Еллардайса, який очолював «Болтон Вондерерз», і продовживши працювати зі збірною країни за сумісництвом.
Влітку 2006 року він відхилив привабливу пропозицію стати тренером молодіжної збірної Англії, оскільки для цього йому довелося б покинути «Болтон», а в квітні 2007 року Еллардайс несподівано вирішив покинути свій пост і новим тренером «рисаків» запропонували стати Семмі Лі. Однак початок кар'єри менеджера у Лі не склався — вже восени 2007 року йому довелося покинути команду, яка здобула лише одну перемогу і йшла на останньому місці турнірної таблиці і перебувала під загрозою вильоту з Прем'єр-ліги. Лі подав у відставку і на деякий час відійшов від футбольних справ.

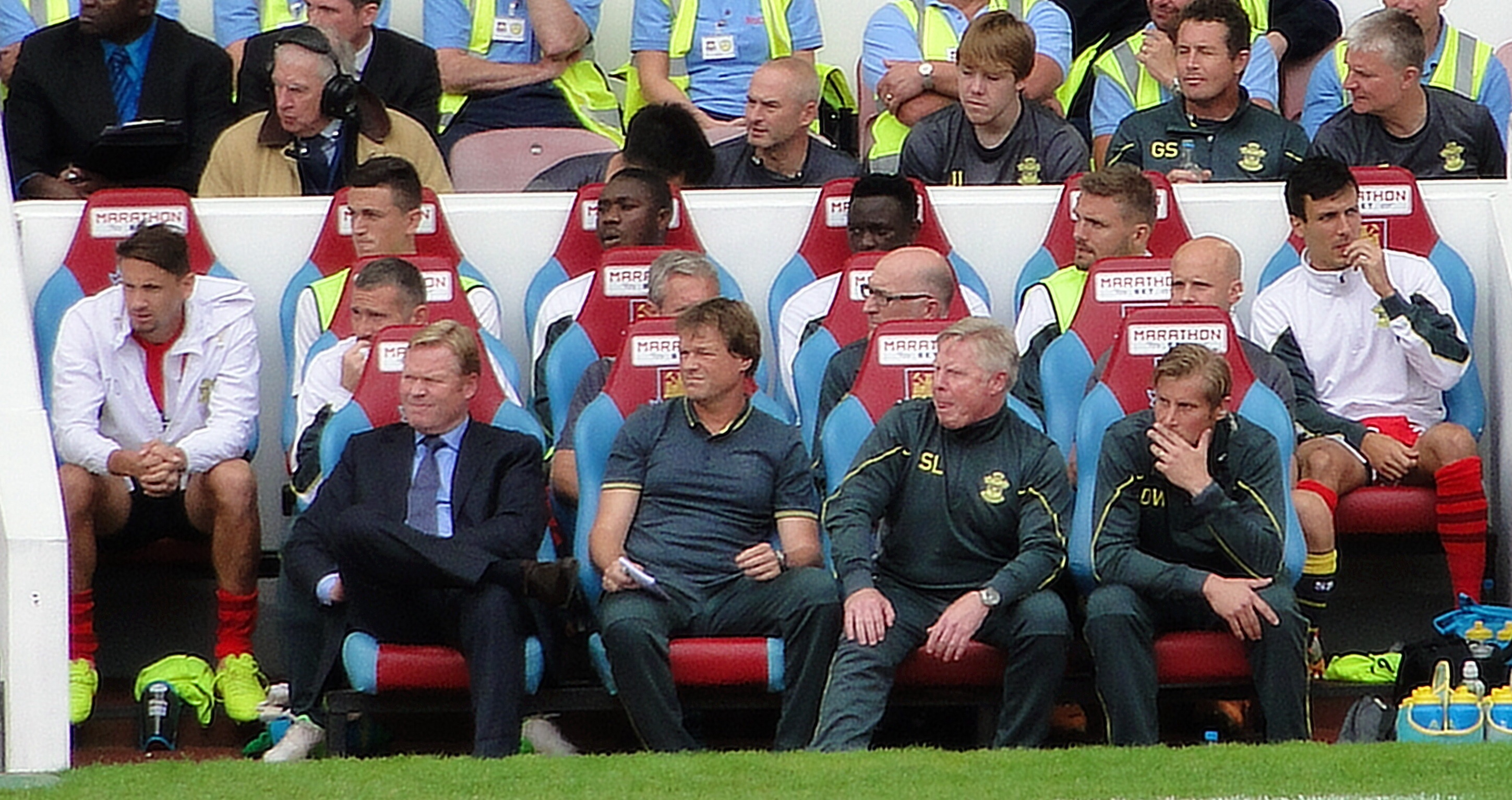
Семмі Лі (другий праворуч) у тренерському штабі Рональда Кумана. 2014 рік.

У травні 2008 року стало відомо, що Семмі повертається в «Ліверпуль» в новій якості — йому було запропоновано обійняти посаду помічника головного тренера команди Рафаеля Бенітеса, і, за словами самого Лі, він не зміг відмовитися, тому що міг тільки мріяти про це. Після закінчення сезону 2010/2011, керівництво клубу ухвалило рішення про те, що Семмі Лі більше не входить до тренерського штабу клубу, і він покинув команду.
14 лютого 2012 року Лі повернувся в «Болтон Вондерерз», обійнявши посаду голови академії. 27 червня 2014 року він погодився залишити «Болтон», щоб приєднатися до «Брайтон енд Гоув Альбіона» і стати помічником головного тренера Самі Гююпя, якого знав ще як гравця за часів роботи у «Ліверпулі». Однак вже через два дні, 29 червня, було оголошено, що Лі стане асистентом у новопризначеного менеджера «Саутгемптона» Рональда Кумана, що тільки починав англійський етап своєї тренерської кар'єри. Лі залишив «Саутгемптон» наприкінці червня 2016 року після від'їзду Кумана і призначення Клода Пюеля новим менеджером.
25 липня 2016 року було оголошено що Лі повернувся до співпраці із Семом Еллардайсом, увійшовши до його штабу в збірній Англії. Втім дуже швидко Еллардайс був звільнений через корупційний скандал, через що Лі також покинув збірну в грудні 2016 року, після призначення Гарета Саутгейта новим головним тренером. 
Натомість Семмі продовжив працювати з Еллардайсом і 10 січня 2017 року увійшов у його штаб у «Крістал Пелес». Після уходу Еллардайса наприкінці сезону 2016/17 Семмі залишився у команді і працював асистентом Франка де Бура, втім вже у вересні 2017 року нідерландець був звільнений, і Семмі Лі також покинув посаду.
1 грудня 2017 року Лі знову увійшов до штабу Еллардайса, цього разу в «Евертоні», пропрацювавши до 16 травня 2018 року, після чого обидва покинули «ірисок».

## Титули і досягнення
- Чемпіон Англії (7):

«Ліверпуль»: 1976–77, 1978–79, 1979–80, 1981–82, 1982–83, 1983–84, 1985–86
- Володар Кубка Англії (1):

«Ліверпуль»: 1985–86
- Володар Кубка англійської ліги (4):

«Ліверпуль»: 1980–81, 1981–82, 1982–83, 1983–84
- Володар Суперкубка Англії з футболу (5):

«Ліверпуль»: 1977, 1979, 1980, 1982, 1986
- Переможець Ліги чемпіонів УЄФА (4):

«Ліверпуль»: 1976–77, 1977–78, 1980–81, 1983–84
- Володар Суперкубка УЄФА (1):

«Ліверпуль»: 1977
- Чемпіон Європи (U-21): 1982

## Особисте життя
Значну частину тренерської кар'єри працював асистентом у Сема Еллардайса, за що отримав від фанатів «Болтон Вондерерз» прізвисько «Маленький Сем» як противагу Еллардайсу, якого називали «Великим Семом».